# Zbigniew Postawa
Zbigniew Postawa – polski fizyk, profesor nauk fizycznych.

## Życiorys
W 1983 r. ukończył studia fizyczne na Uniwersytecie Jagiellońskim, w 1988 r. obronił pracę doktorską, w 1997 r. habilitował się na podstawie pracy zatytułowanej Sputtering of Ground Stats and Expited Atom from Single Crystals. W 2006 r. uzyskał tytuł profesora nauk fizycznych. Został zatrudniony w Politechnice Łódzkiej i na Uniwersytecie Jagiellońskim.
Należy do Rady Dyscypliny Naukowej - Nauk Fizycznych UJ, oraz był członkiem Komitetu Fizyki PAN.